# Urosciurus
Urosciurus é um gênero de roedores da família Sciuridae. De tamanho grande, sua cauda é volumosa e maior que o comprimento do corpo. Apresenta pelos longos de coloração amarelo/alaranjada, podendo variar de preto. São animais arborícolas e terrestres.

## Espécies no Brasil
- Urosciurus igniventris
- Urosciurus spadiceus